# Chavanatte
Chavanatte és un municipi francès, es troba al departament del Territori de Belfort i a la regió de Borgonya - Franc Comtat. L'any 2004 tenia 370 habitants.

## Geografia
El municipi se situa a 21 km de Belfort, capital del departament.

## Demografia
| 1962 | 1968 | 1975 | 1982 | 1990 | 1999 | 2004 |
| ---- | ---- | ---- | ---- | ---- | ---- | ---- |
| 79   | 82   | 88   | 104  | 129  | 127  | 146  |